# Елопоїдні
Елопоїдні (Elopomorpha) — надряд променеперих риб.

## Опис
Надряд об'єднує риб, у яких личинка має листкоподібну форму і називається лептоцефал. Лептоцефали можуть сягати двометрової довжини і бути у кілька разів довшими за дорослі особини.

## Класифікація
Надряд містить п'ять сучасних рядів, 24 родин, 156 родів і близько 850 видів:
- Рід †Bullichthys
- Рід †Eichstaettia
- Рід †Eoenchelys
- Рід †Elopomorphorum
- Ряд Елопоподібні (Elopiformes)
- Ряд Альбулеподібні (Albuliformes)
- Ряд Спиношипоподібні (Notacanthiformes)
- Ряд Вугроподібні (Anguilliformes)
- Ряд Мішкоротоподібні (Saccopharyngiformes)
- Ряд †Crossognathiformes